# Коцюбинці

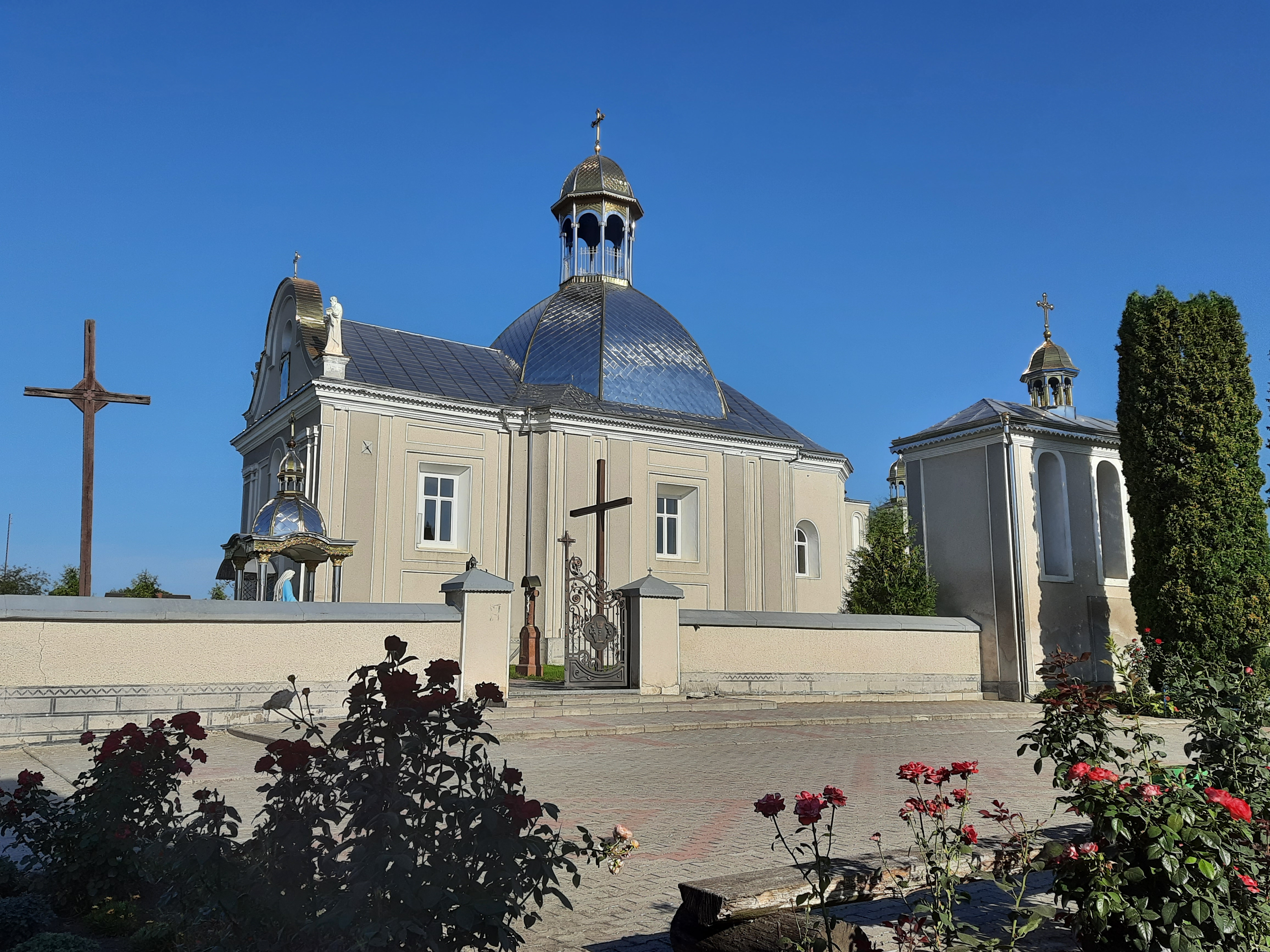
Церква Святого Михаїла

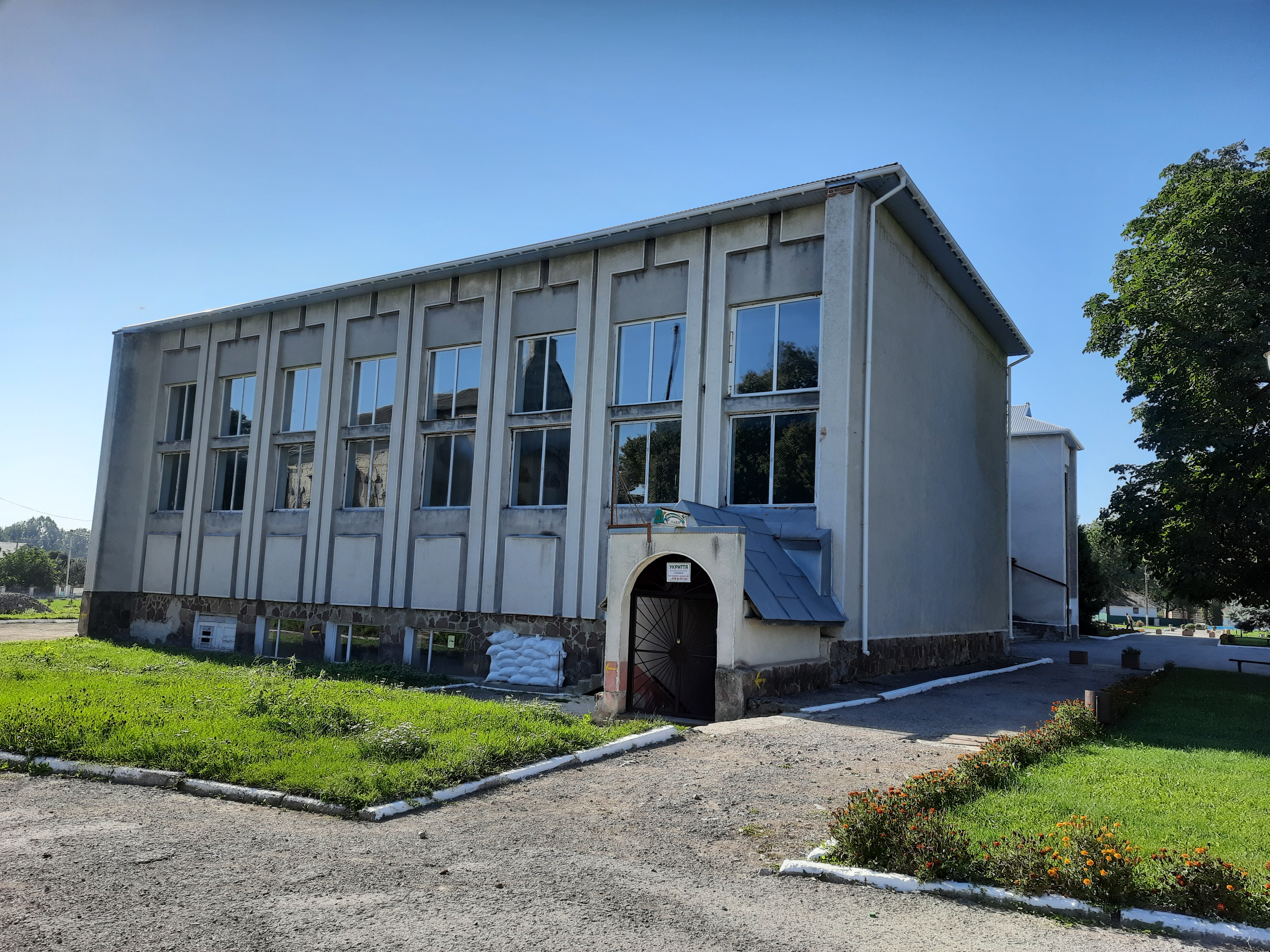
Будинок культури

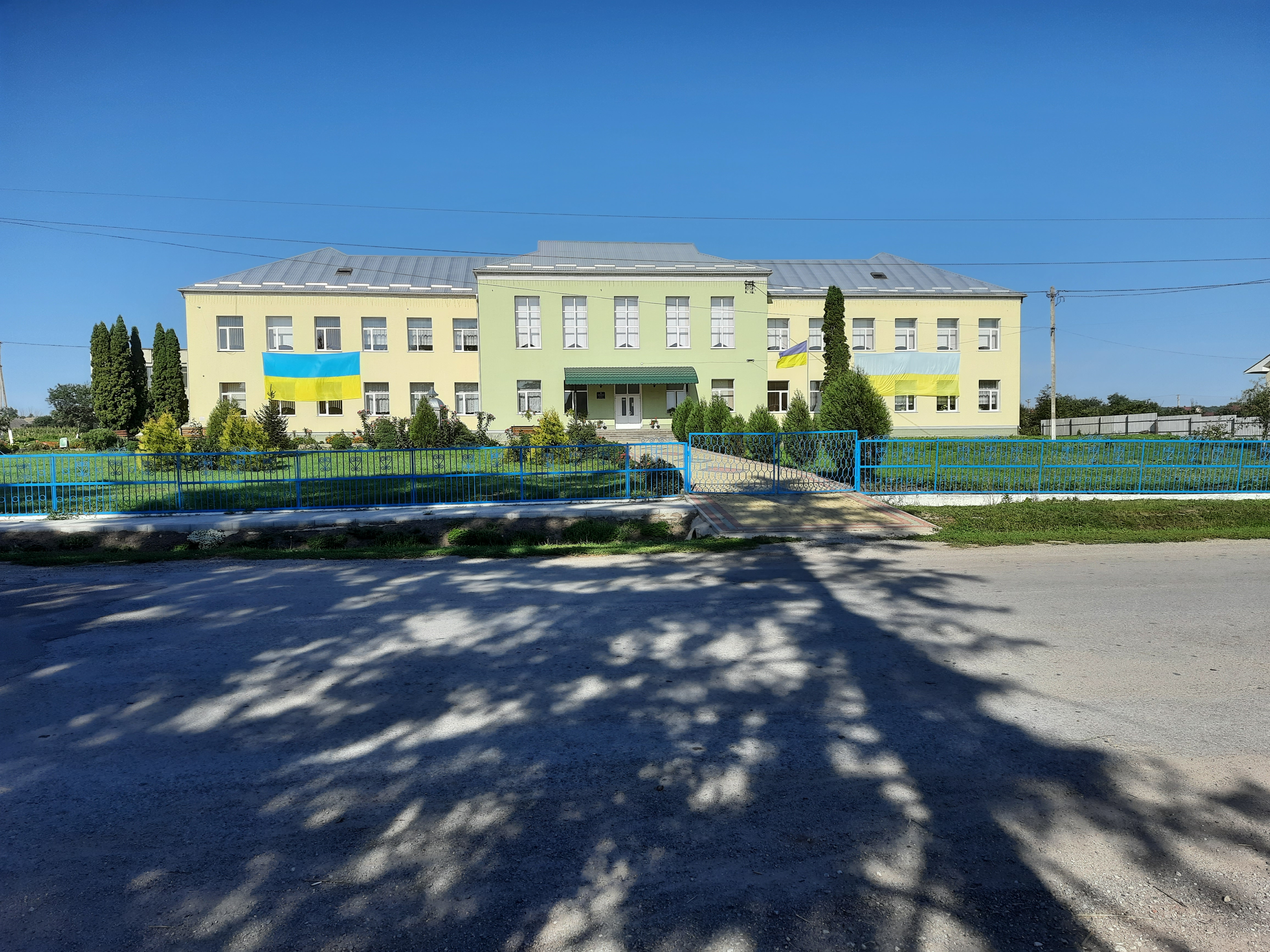
Школа

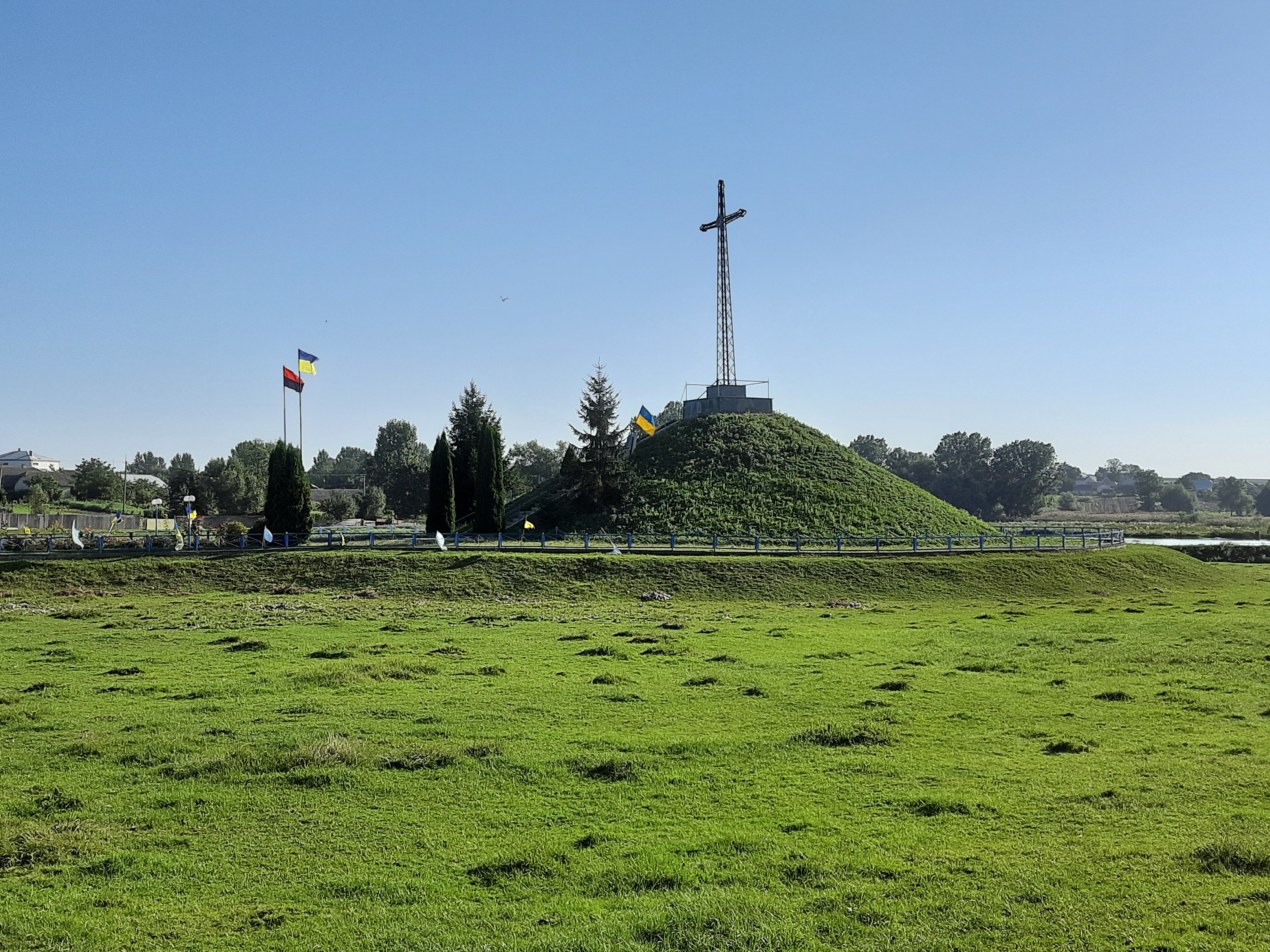
Символічна могила Борцям за волю України.

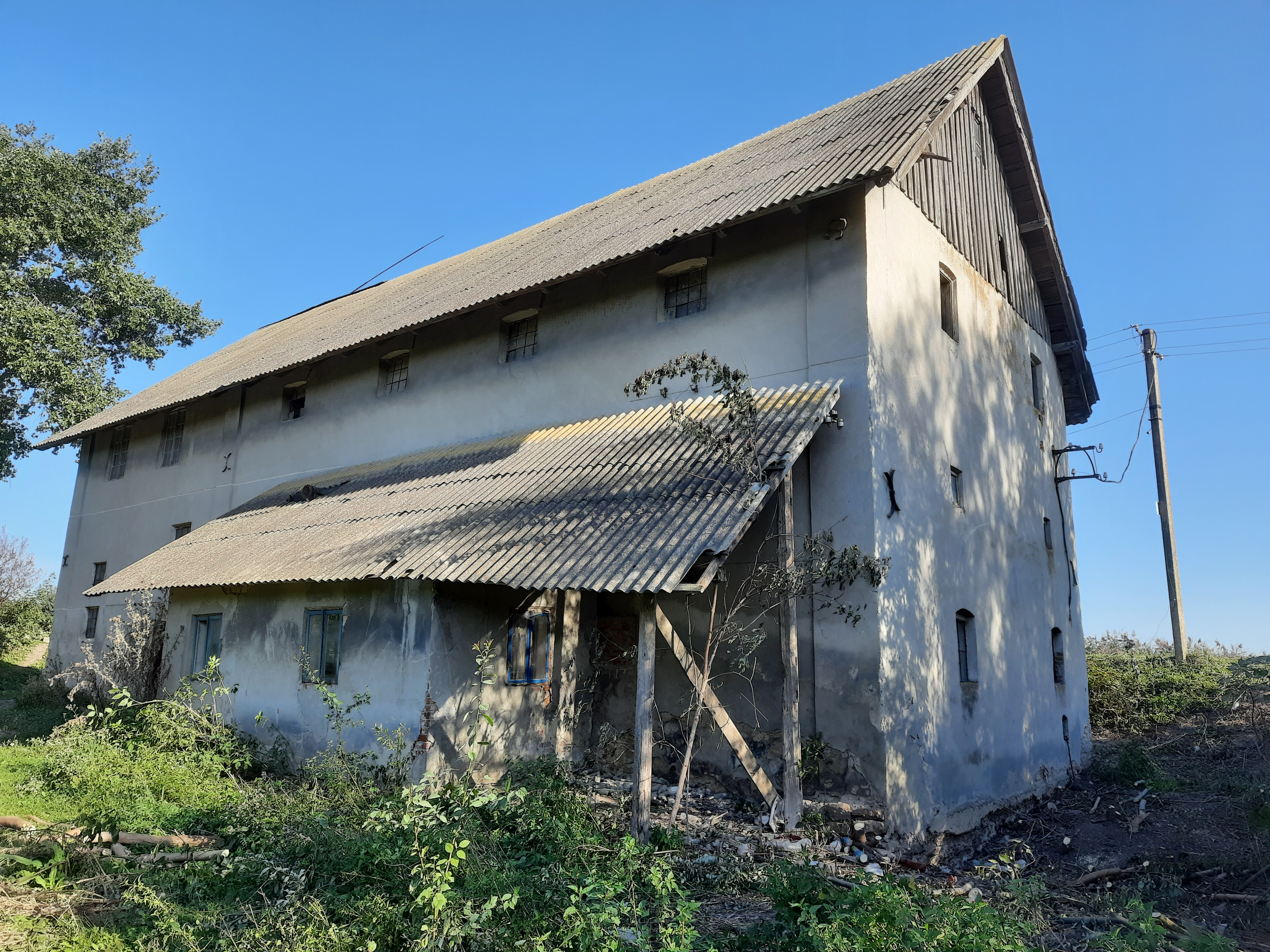
Старий млин

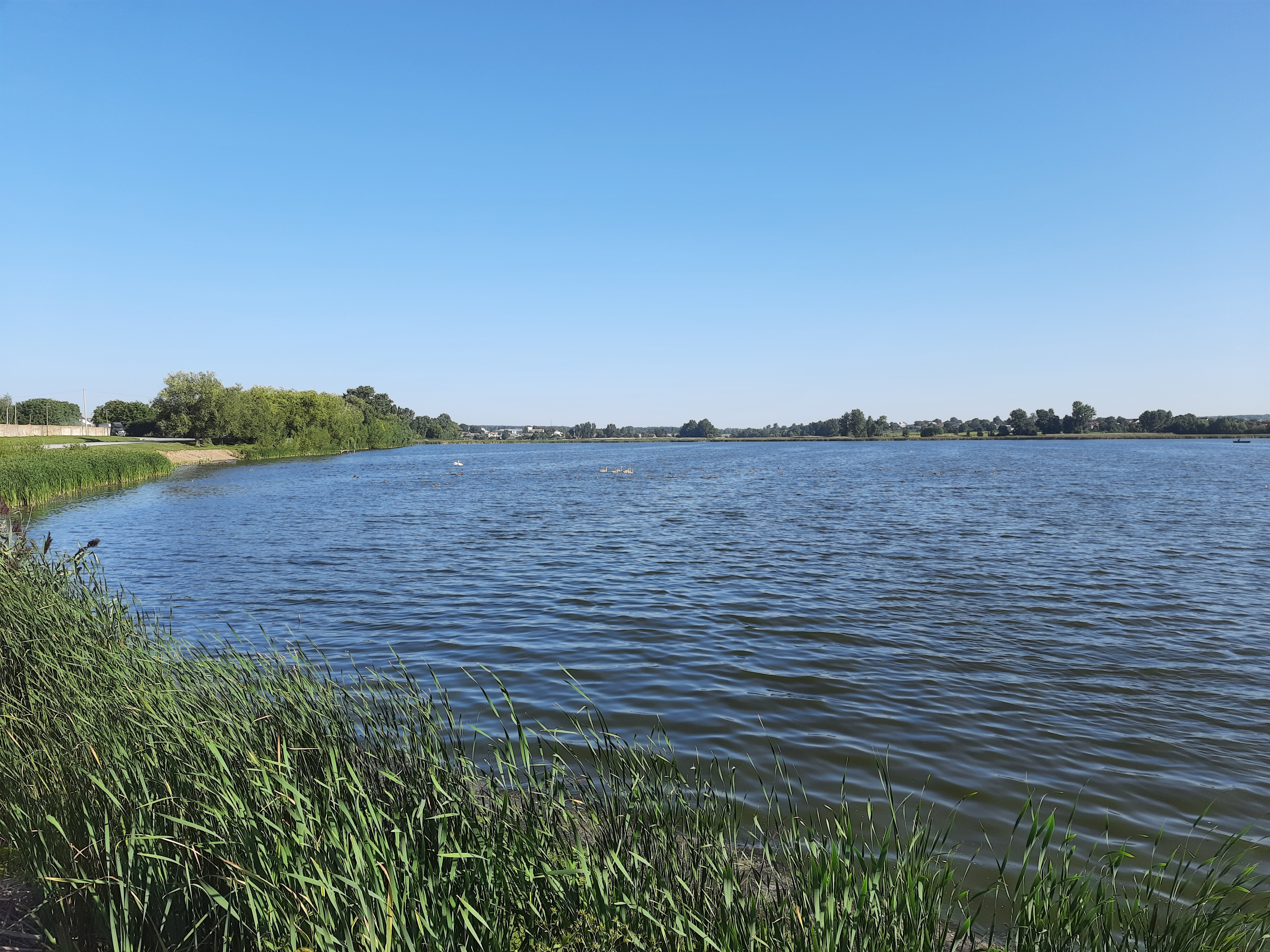
Став біля села

Коцю́бинці — село в Україні, у Васильковецькій сільській громаді Чортківського району Тернопільської області.. Адміністративний центр колишньої Коцюбинської сільської ради. До складу Коцюбинців входить хутір Ліски.

## Географія
Розташоване на берегах р. Нічлава (ліва притока р. Дністер), за 20 км від районного центру і 6 км від найближчої залізничної станції Копичинці. Неподалік Коцюбинців пролягли автошляхи Гусятин–Копичинці (4 км на північ від села) та Гусятин–Борщів (7 км на південь від села), залізниця Копичинці–Гусятин (1 км на північ від села). Через село у меридіональному напрямі прокладена дорога з твердим покриттям Чагарі–Пробіжна. Географічні координати: 490 04´ пн. ш. 250 59´ сх. д. Територія — 6,78 кв. км. Дворів — 560 (2014).

## Топоніміка
Назва походить, найімовірніше, від прізвища одного з його першого поселенця — вцілілого жителя міста Підвишенці Андрія Коцюби.

## Історія

### Давні часи

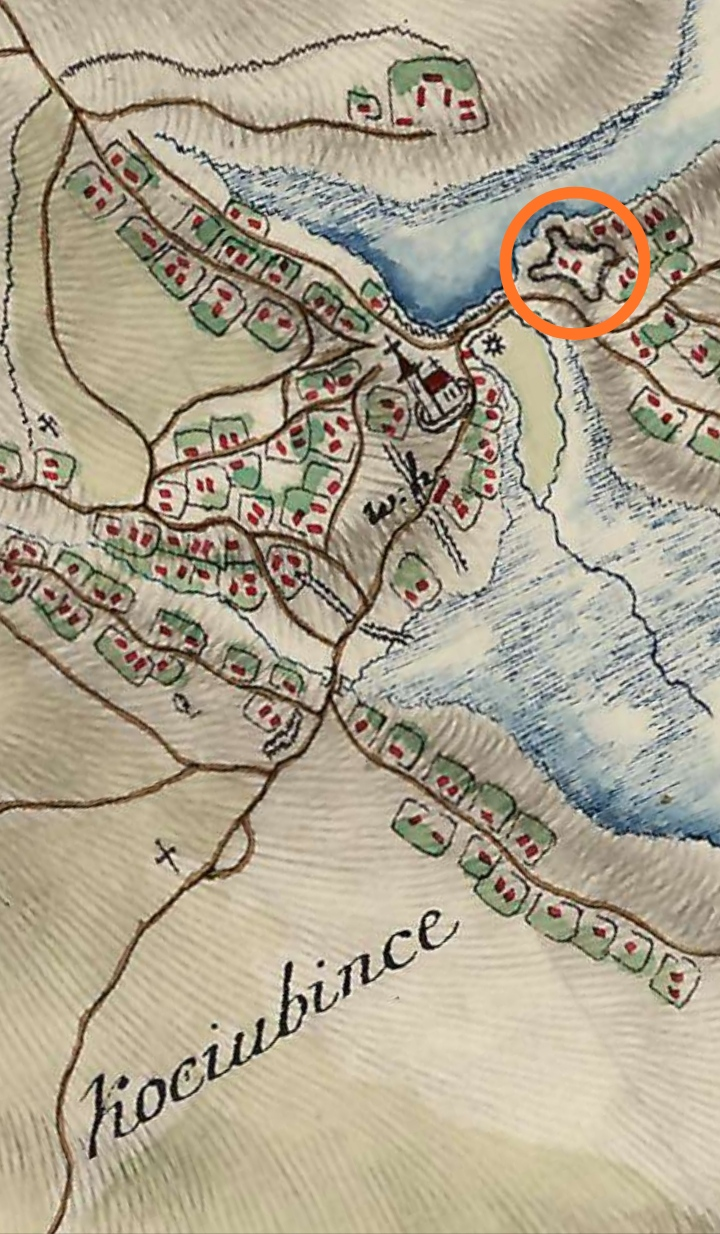
замок на мапі Фрідріха фон Міґа

Поблизу Коцюбинців виявлено поховання доби міді.

### Середньовіччя, Новий Час
За припущенням істориків, на території села було місто Підвишенці, яке наприкінці XV ст. зруйнували татари (центральна частина села до тепер називається Містечок; наявність підземних ходів на вулицях Велика і Мала Нараївка; багато археологічних знахідок XIV–XV ст.; на початку XX ст. ще були залишки мурів замку). Підвишенці було південно-східним форпостом княжої Теребовлі, яке неодноразово зазнавало нападів ординців. Після зради, місто було зруйноване і спалене, залишилося кілька будівель (нині вулиця Венгри). Тут жив безногий козак А. Коцюба, який організував відбудову села ближче до лісу. За іншим переказом, від прізвища одного із його перших жителів — Кочуби (Коцюби), котрий після того, як турецько-татарська орда у 1504 році знищила місто Старий Ярослав (4 км південніше від села, нині с. Жабинці Гусятинського району), переселився на північ і заснував населений пункт. За іншими версіями — від польського прізвища Коцюба чи міста Бинці, яке знаходилось між селами Коцюбинці, Жабинці і Лісками у XIV–XV століттях. Після того, як татари зруйнували його, люди, що вижили заселили нові місця – одні розбудувалися коло «Бинців», а інші «за Бинцями». З часом ці вислови перейшли в назви сіл-сусідів – Коцюбинці і Жабинці.
Перша письмова згадка — 1443 рік у теребовльських судових актах; тоді село називалося Кочубин.
У 1477 році хан Менглі-Герай спалив Кочубин, зокрема замок; 1480 року татари вдруге спалили поселення (згідно польських історичних джерел). Завдяки замку жителі села успішно відбивали напади кримських татар у 1516, 1524, 1590 роках.
Перша згадка в історичних джерелах села саме під назвою Коцюбинці датована 1562 роком.
У ході Національно-визвольної революції українського народу середини XVII ст. фортецю в селі у 1649 році здобули козаки Івана Богуна. Село належало маґнатам Копичинським (Бествінським), Вонсовічам, Городиським, Мечиховським. 26 липня 1671 року через Коцюбинці проїжджав німецький мандрівник Ульріх фон Вердум. У 1672–1699 рр. Коцюбинці — прикордонний із Туреччиною населений пункт Польщі.
Після 1-го поділу Речі Посполитої село з 1772 року належало до Австрії (Заліщицький циркул, із 1816 — Чортківський).
У 1876 році «скринькове» поховання  досліджував Адам Кіркор.

### XX століття
Протягом 1863—1914 років — Гусятинського повіту. Молодь села (М. Бала, Г. Грицай, І. Музика, П. Мурава, Ілько Галак (1881–1916) воювала у Леґіоні УСС на фронтах 1-ї світової війни.
У 1915 році згоріло 57 господарств селян, церква і школа. У листопаді 1918 році в Коцюбинцях проголошено владу ЗУНР; восени 1920 р. встановлено польську владу. Протягом 1921–1939 рр. село Копичинецького повіту Тернопільського воєводства. Діяв осередок ОУН.
Після 17 вересня 1939 року в Коцюбинцях встановлена радянська влада. Від січня 1940 року до травня 1963 року село — Копичинецького району.
В 1941 році органи НКВС заарештували і знищили у Чортківській та Уманській тюрмах членів місцевого осередку ОУН Йосипа Балу (нар. 1907), Івана (нар. 1922) та Петра (нар. 1920) Івахівих, Миколу Лахмана (нар. 1890), Дмитра Лисака (нар. 1903), Івана Федишина (нар. 1914), Михайла Шийку (нар. 1912).
Від 7 липня 1941 року до 23 березня 1944 року — під нацистською окупацією. В липні 1943 року червоні партизани загону С. Ковпака вчинили екзекуцію над жителем села, членом ОУН А. Присяжнюком (відрізали язик, викололи очі, вирізали на грудях зірку та напівживого прив'язали до коня, який волочив його розбитою дорогою 7 км до с. Пробіжна, де він і помер). В 1945 році енкаведисти піддали жорстоким тортурам зв'язкову УПА Ганну Стельмащук (нар. 1921), обмотавши дротом живіт, її водили по вулицях села щоб залякати селян, а тоді перевезли у Нижбірок де вирвали серце з живого тіла.
У роки німецько-радянської війни до Червоної армії мобілізовано із села 191 особу, з них 105 не повернулися додому.
За участь у національно-визвольній боротьбі українського народу середини XX ст. засуджено до 10–25 років ув`язнення 25 осіб та депортовано у Сибір 15 сімей місцевих селян. В ОУН і УПА за волю України загинуло 17 жителів Коцюбинців: Іван (1924–1944) і Михайло (1921–1944) Бережні, Євстахій Берладин (1910–1946), Марія Ділай (1924–1944), Григорій (1924–1945), Іван (1923–1945) та Олекса (1921–1944) Дмитріви, Іван (1910–1945) та Йосип (1909–1941) Душнініцькі, Мар`ян Петрушка («Крук»; 1924–1944), Павло Побігущий («Грім»; 1920–1944), Антон Присяжнюк (1922–1945), Ганна Стельмащук (1921– 1945), Іван Ткач (1922–1944), Григорій (1924–1944), Йосип (1907–1944) і Микола (1918–1944) Хабінці. Комуністичним режимом репресовано, а згодом реабілітовано 59 жителів Коцюбинець.
Із травня 1963 року до січня 1965 року село — Чортківського району. Від січня 1965 року до 2020 — Гусятинського, від 2020 — Чортківського району.
12 червня 2020 року, відповідно до розпорядження Кабінету Міністрів України № 724-р «Про визначення адміністративних центрів та затвердження територій територіальних громад Тернопільської області» увійшло до складу Васильковецької територіальної громади.
19 липня 2020 року, в результаті адміністративно-територіальної реформи та ліквідації Гусятинського району, село увійшло до складу новоутвореного Чортківського району.

## Політика

### Парламентські вибори, 2019
На позачергових парламентських виборах 2019 року у селі функціонувала окрема виборча дільниця № 610229, розташована у приміщенні школи.
Результати
- зареєстровано 1276 виборців, явка 81,97%, найбільше голосів віддано за Всеукраїнське об'єднання «Батьківщина» — 31,74%, за «Слугу народу» — 20,13%, за «Голос» — 14,96%.[4] В одномандатному окрузі найбільше голосів отримав Микола Люшняк (самовисування) — 31,27%, за Ігоря Сопеля (Слуга народу) — 17,66%, за Володимира Бліхаря (Всеукраїнське об'єднання «Батьківщина») — 17,18%[5].

## Релігія
- церква святого архистратига Михаїла (1796; мурована; відновлена 1899),
- костел святих апостолів Петра і Павла (1902; споруджений на кошти родини родини Городиських),
- капличка Матері Божої.

## Пам'ятки
- палац Городиських (поч. XX ст.).
- Братська могила євреїв – жертв німецьких фашистів[d] (близько 84 чол.);

## Пам'ятники
У 1991 році насипана символічна могила УСС.
- встановлено
  - пам'ятний хрест на честь скасування панщини,
  - пам'ятник воїнам-односельцям, полеглим у німецько-радянській війні[d] (1965),
  - меморіальну таблицю поетові Миколі Тарновському (1975).

## Соціальна сфера
У середині 19-го ст. відкрито початкову школу з польською мовою навчання.
Діяли філії товариств «Просвіта», «Луг», «Рідна школа», «Сокіл», «Союз Українок», кооператива (з крамницею і молочарнею).
У 1947 році більшовики створили в Коцюбинцях колгосп. У квітні 1948 році районна та сільська влада застосувала різноманітні засоби впливу (в т. ч. силові методи) на колгоспників та інших селян для прискорення сільськогосподарських робіт й недопущення зриву посівної кампанії. 6 квітня, коли селяни вдруге проіґнорували колгоспні збори, хоча влада через священика повідомила про них, в Коцюбинці з Копичинців приїхала група комуністів (30 осіб), які виганяли людей у поле на колгоспні роботи. 7 квітня у селі було розклеєно антиколгоспні листівки. Протягом 8–12 квітня група комуністів із районного центру й надалі силою виганяла селян в поле на роботу. Вночі 11 квітня село оточив військовий підрозділ (120 осіб), бійці якого зі собаками вдень перевіряли господарства місцевих жителів. Зокрема, у Михайла Забінця висипали на землю збіжжя і капусту та облили їх гасом; на обійсті Ярослава Заремного повикопували ями (шукали криївку бандерівців), повибивали діри у стінах, багнетами подірявили відра, побили ікони, поперекидали шафи; в Івана Буртника побили вікна, розвалили стіни, печі, повикопували ями в обох кімнатах будинку, розшили хату, стайню та порозсипали збіжжя; у Михайла Опаристого розвалили піч, повибивали діри у стінах, порубали столи, збіжжя порозсипали по подвір'ю, на ньому повикопували ями, в підвал кидали гранати, знайшовши у стодолі закопане збіжжя, кинули туди десять гранат, вважаючи, що то криївка бандерівців. Подібні протиправні безчинства, супроводжувані пострілами з гвинтівок, автоматів, ручних кулеметів чи вибухами гранат того дня військовики творили в багатьох селян. Увечері заарештовано Тадея Сернецького, Осипа Голубовича та Володимира Монастирського, яких наступного дня відпустили.
В 1964 році збудовано дитячий садочок. 1967 року — приміщення школи. У 1985 році до села прокладено дорогу з твердим покриттям й за сприяння депутата Верховної Ради СРСР Анатолія Корнієнка збудовано соціально-культурний комплекс.
1992 р. на базі місцевого колгоспу створено приватну агрофірму «Нічлава» на чолі зі Степаном Коцірою (нар. 1958). Завдяки його старанням значно оновлено машинно-тракторний парк, освоєно новітні технології. У 1996 році завершено газифікацію села. З ініціативи Степана Коціри і допомогою громади села, добудовано школу. За підтримки агрофірми у Коцюбинцях існувала футбольна команда «Нічлава» — багаторазовий чемпіон та володар кубків району й області.
Діють загальноосвітня школа, дитячий садочок, Будинок культури, бібліотека, амбулаторія загальної практики та сімейної медицини, відділення зв'язку, цегельний завод.
Є літературно-меморіальна кімната Миколи Тарновського.

## Населення
| 1851 | 1688 |

### Мова
Розподіл населення за рідною мовою за даними перепису 2001 року:
| Мова            | Кількість | Відсоток |
| --------------- | --------- | -------- |
| українська      | 1834      | 99.85%   |
| російська       | 1         | 0.05%    |
| польська        | 1         | 0.05%    |
| інші/не вказали | 1         | 0.05%    |
| Усього          | 1837      | 100%     |

## Відомі люди
Народилися
- Мирослав Капій (1888—1949) — письменник, перекладач, педагог.
- Микола Тарновський (1892—1975) — поет, громадський діяч.
- Марія Тарновська (1892—1975) — українська літераторка у США.
- Йосип Крушельницький (1894—1938) — командир стрілецького полку УГА, педагог.
- Любомир Якимів (1913—2004) — священник, самодіяльний композитор, літератор, громадський діяч.
- Петро Томчук (1934—2024) — член НАН України, доктор фізико-математичних наук, заслужений діяч науки і техніки України, завідувач відділу теоретичної фізики, Інституту фізики НАН України.
- Ярослав Душніцький (нар. 1934) — господарник.
- Анатолій Мельник (нар. 1947) — доктор фізико-математичних наук, професор Чернівецького національного університету ім. Ю. Федьковича.
- Євгенія Чехунова (нар. 1952) — педагог (заслужений вчитель України).
- Іван Павлюх (нар. 1976) — футболіст, тренер.
- Ігор Банира (1978) — український громадсько-політичний діяч. Голова Гусятинської РДА (2013—2014).

Померли
- Мирослав Кузик (1920—1944) — діяч ОУН.

Проживають
- Степан Коціра (нар. 1958) — український господарник, громадський діяч[12][13].

Перебували
- Ростислава Білинська (1890—1968) — піаністка, викладачка Вищого музичного інституту у Львові.

## У літературі
Видано дві книги про Коцюбинці:
- Дарія Джума, Богдан Карпишин «Коцюбинці — село над Нічлавою: минуле та сучасне» (2018)[14],
- Богдан Гринюка «Коцюбинці та Чагарі: історико-краєзнавчий нарис» (2019)[15].